# Selaginella struthioloides
Selaginella struthioloides là một loài dương xỉ trong họ Selaginellaceae. Loài này được C. Presl Underw. mô tả khoa học đầu tiên năm 1898.